# Pierre Moinot
Pierre Moinot, född 29 mars 1920 i Fressines, Deux-Sèvres, död 6 mars 2007 i Paris, var en fransk romanförfattare och ledamot av Franska akademien. Han var uppvuxen i Poitou.
Han belönades med 1979 års Prix Femina för romanen Le Guetteur d'ombre och blev 1982 ledamot av Franska akademien.

## Priser och utmärkelser
- Prix Femina 1979